# 李明濱
李明濱（1933年—），台灣新北市淡水區人，文學研究者，俄國語文（俄語）、俄國文學專家，北京大學俄羅斯語言文學系正教授、博士生導師（博士研究生指導老師）。

## 生平
- 中華人民共和國成立前從台灣到廈門讀中學，1953年考進北京大學俄羅斯語言文學系，1957年畢業後留在母校母系任教。
- 1997年應邀回台灣，擔任中國文化大學俄國語文學系客座教授。
- 1998年起應邀到嘉義縣大林鎮的南華大學（前身是南華管理學院）、宜蘭縣礁溪鄉佛光大學擔任文學系和文學研究所客座教授。

## 其它
- 他在台灣用繁體漢字寫作出版的專書有《俄國近現代文學經典》（1998年）、《俄羅斯文化史》（2000年）、《托爾斯泰：俄羅斯文學的靈魂》（2002年）、《俄羅斯文學史》（2004年）等。
- 他擔任主編，在北京大學出版社出的專書有《獨聯體國家文化國情》、《世界文學簡史》、《二十世紀歐美文學簡史》、《二十世紀歐美文學史》（第3卷、第4卷）等。
- 早年著作有《中國文學在俄蘇》（1990年等）、《中国文化在俄罗斯》、《中国与俄苏文化交流志》等。其他還有大象出版社(2008)《俄羅斯漢學史》
- 在台灣指導研究生超過20位（在南華大學文學研究所指導19位碩士生，另外還有中國文化大學、國立嘉義大學等校的碩士生和博士生），在北京指導超過30位。
- 譯作有《魯迅和他的前驅》（蘇聯1967年出版的漢學研究專書，漢語譯本1987年出版）等。